# 30th Street Station
Het 30th Street Station is het belangrijkste treinstation van Philadelphia (Pennsylvania), Verenigde Staten en is gelegen aan de Market Street.

## Geschiedenis
Het 30th Street Station werd gebouwd als vervanging van het kleinere Broad Street Station. Het ontwerp voor het station werd gemaakt door het bedrijf Graham, Anderson, Probst & White en stond in eerste instantie bekend als Pennsylvania Station-30th Street. Ze begonnen met de bouw van het station in 1927 en in 1933 werd het station geopend. In 2005 trachtte The Pew Charitable Trusts het station te vernoemen naar Benjamin Franklin ter ere van diens driehonderdste verjaardag dat in januari 2006 zou plaatsvinden. Het fonds gaf later zonde reden het plan op. Acht jaar later werd er echter een wet aangenomen waarin het station hernoemd zou worden naar het William H. Gray III 30th Street Station ter ere van de overleden politicus William Gray.

## Galerij

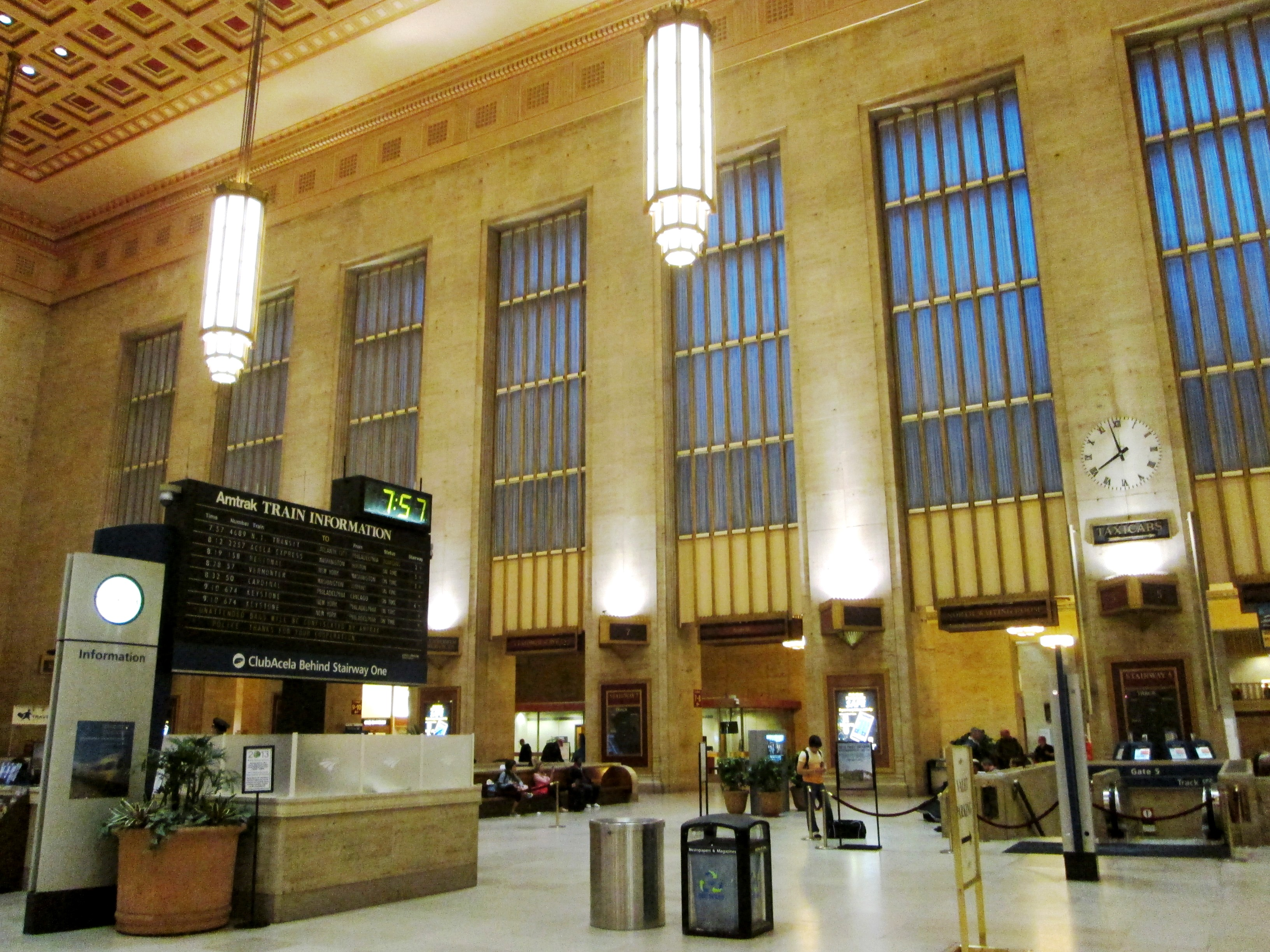
Wachtkamer in art-decostijl.
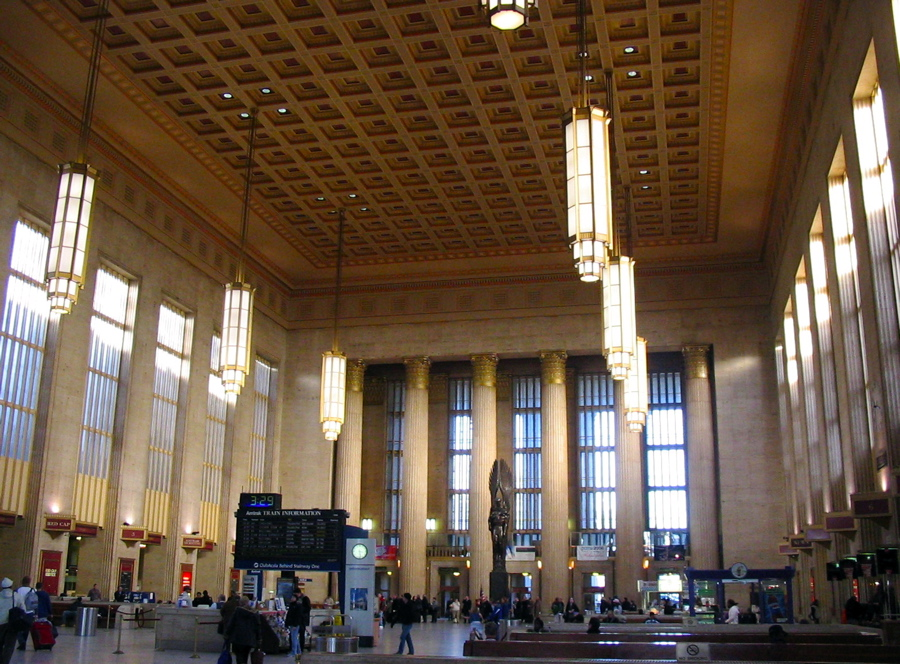
Interieur van het station.
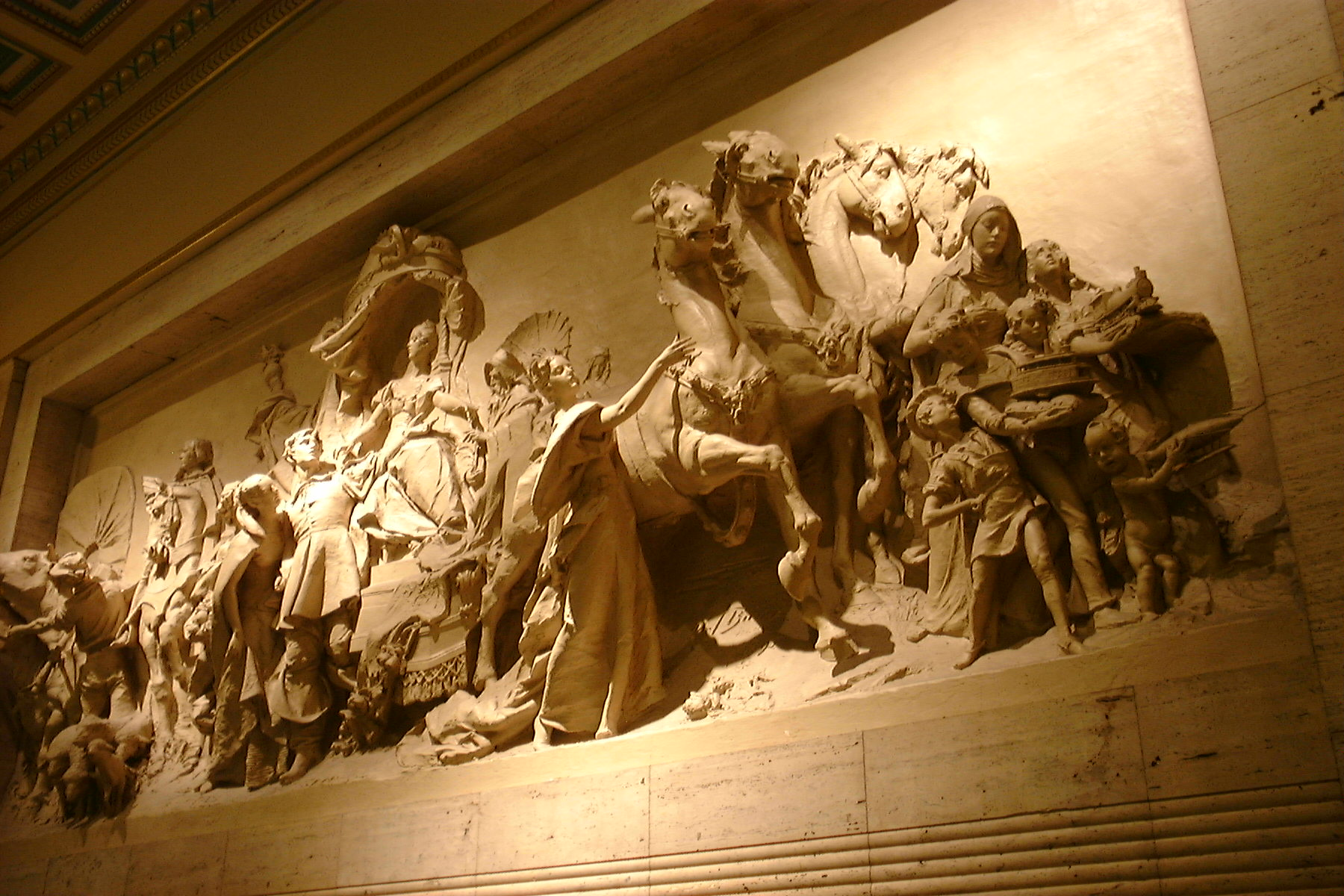
Spirit of Transportation, sculptuur door Karl Bitter